# Mitti-Mellansjön
Mitti-Mellansjön är en sjö i Lycksele kommun i Lappland och ingår i Öreälvens huvudavrinningsområde. Sjön har en area på 0,076 kvadratkilometer och ligger 466,9 meter över havet.

## Delavrinningsområde
Mitti-Mellansjön ingår i det delavrinningsområde (712910-163056) som SMHI kallar för Ovan Hemsbäcken. Medelhöjden är 426 meter över havet och ytan är 73,6 kvadratkilometer. Räknas de 4 avrinningsområdena uppströms in blir den ackumulerade arean 124,98 kvadratkilometer. Vargån som avvattnar avrinningsområdet har biflödesordning 2, vilket innebär att vattnet flödar genom totalt 2 vattendrag innan det når havet efter 142 kilometer. Avrinningsområdet består mestadels av skog (68 procent) och sankmarker (27 procent). Avrinningsområdet har 1,15 kvadratkilometer vattenytor vilket ger det en sjöprocent på 1,6 procent.